# 陳大任
陳大任（？—？），字萃农，河南省陳州府扶溝縣人，清朝政治人物、同進士出身。
康熙五十二年，登進士，任汝宁府教授。